# Mézières-en-Vexin
Mézières-en-Vexin – miejscowość i gmina we Francji, w regionie Normandia, w departamencie Eure.
Według danych na rok 1990 gminę zamieszkiwało 621 osób, a gęstość zaludnienia wynosiła 49 osób/km² (wśród 1421 gmin Górnej Normandii Mézières-en-Vexin plasuje się na 380 miejscu pod względem liczby ludności, natomiast pod względem powierzchni na miejscu 221).